# Louise Scharl

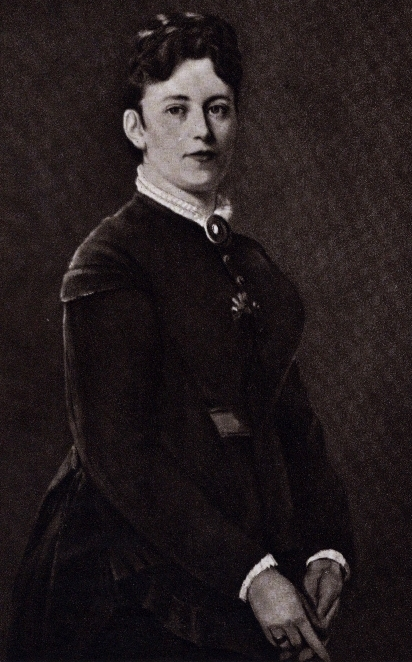
Louise Scharl

Louise Scharl, verheiratete Louise Savits, (1847 in Feldkirch – 1913) war eine deutsch-österreichische Theaterschauspielerin.

## Leben
Scharl, die Tochter eines Apothekers, debütierte im Jahre 1864 als „Jungfrau von Orleans“ in Graz, war dann ein Jahr in Hamburg engagiert, 1866 und 1867 am Stadttheater Augsburg und trat sodann in den Verband des Weimarer Hoftheaters.
Der Hauptvorzug dieser Künstlerin, deren Laufbahn indessen eine verhältnismäßig kurze gewesen ist, war eine seelenvolle und gemütstiefe Innerlichkeit, die allen ihren Darstellungen einen fesselnden, echt poetischen Reiz verlieh, unterstützt von einer geradezu imponierenden Erscheinung, durch eine sanfte, weiche und dabei äußerst klangvolle Stimme von äußerst tiefer Empfindung, und endlich durch eine große bezwingende persönliche Anmut und Liebenswürdigkeit. Ihre sprachtechnische Ausbildung war vortrefflich und namentlich die Deutlichkeit ihrer Aussprache gerühmt. Dem Stile nach gehörte sie der klassisch-romantischen Schule an und vertrat diese in Weimar traditionelle Richtung in wahrhaft hervorragender Weise. Im Jahre 1878 trat sie in den Ruhestand.
Verheiratet war sie ab 1871 mit Jocza Savits.